# Posição aberta (dança)
Na dança a dois (dança de parceiros), a posição aberta (no inglês open position) refere-se a posição de conexão entre dois executantes da dança (parceiros) ligados principalmente pelas mãos (ao contrário do contato corporal mais próximo como ocorre na posição fechada); é a posição onde  se colocam frente a frente e, afastados com a distância de um braço. A conexão nos abraços é feita através das mãos, pulsos e, da compressão da tensão dos braços de ambos os parceiros. Muitas formas de dança usam a posição aberta, como: valsa ,Modern Jive, Swing do leste, Swing do oeste, Lindy Hop e Latinas.

## Pontos de Contato
Há muitas possibilidades de pontos de contato na posição aberta, porém o mais comum é utilizar as mãos como ponto de contato. Existem outras variações, tais como a conexão de uma só mão (no inglês “One-Dance Hold”, direita com esquerda, esquerda com direita), ou mãos cruzadas (no inglês:  “Cross-Hand Hold”, direita com direita ou esquerda com esquerda). Existe também a variação sem qualquer contacto, onde os dois elementos não dão as mãos, mas continuam de frente um para o outro.